# Майське (Багратіоновський район)
Майське (рос. Майское) — селище Багратіоновського району, Калінінградської області Росії. Входить до складу Нівенського сільського поселення.
Населення — 177 осіб (2015 рік).

## Географія
Селище розташоване за 21 км від районного центру — міста Багратіоновська, 17 км від обласного центру — міста Калінінграда та 1092 км від Москви.

## Історія
Мало назву Ґросс Байорен до 1938, Баєрсфельде, Паккерау до 1950, Ясне до 1992 року.

## Населення
За даними перепису 2010 року, у селі мешкало 177 осіб, з них 89 (50,3 %) чоловіків та 88 (49,7 %) жінок. Згідно з переписом 2002 року, у селі мешкало 187 осіб, з них 96 чоловіків та 91 жінок.